# Лыхмус, Фердинанд Карлович
Фердинанд Карлович Лыхмус (эст. Ferdinand Lõhmus; 13 июля 1911, ферма Полда, Ласва, Вырумаа, Лифляндская губерния — 31 января 1979, Вярска, Пылвамаа, Эстонская ССР) — крестьянин, депутат Верховного совета СССР 2-го созыва.

## Биография
Родился в крестьянской семье. С 16 лет работал на мельнице. После службы в армии женился и стал заниматься собственным фермерским хозяйством.
С установлением советской власти в Эстонии в 1940 году стал сотрудником исполнительного комитета волостного совета, занимался организацией культурных мероприятий. Во время немецко-фашистской оккупации был арестован, несколько лет провёл в тюрьме и на лесоповале.
В 1946 году избран депутатом Совета Национальностей Верховного совета СССР 2-го созыва (1946—1950), выдвинут крестьянами волости Ласва.
О дальнейшей деятельности сведений нет. Скончался в 1979 году.

## Семья
Супруга Лонни Лыхмус (Кяпасуу), двое детей.